# Microthamnium sellovii
Microthamnium sellovii là một loài Rêu trong họ Hypnaceae. Loài này được (Hornsch.) Mitt. mô tả khoa học đầu tiên năm 1869.